# Campeonato Europeu Sub-23 de Remo
Campeonato Europeu Sub-23 de Remo é uma regata internacional de remo organizada pela FISA (a Federação Internacional de Remo). É um evento de dois dias os melhores remadores europeus abaixo de 23 anos.

## História
A competição inaugural aconteceu em setembro de 2017, em Kruszwica, na Polônia.

## Sedes
| Ed. | Ano  | Cidade    | País         | Data                          | Nações |
| --- | ---- | --------- | ------------ | ----------------------------- | ------ |
| 1   | 2017 | Kruszwica | Polónia      | 2 de setembro – 3 de setembro | 30     |
| 2   | 2018 | Brest     | Bielorrússia | 1 de setembro – 2 de setembro | 25     |